# Storia degli Atlanta Falcons

Il logo degli Atlanta Falcons.

Gli Atlanta Falcons sono un club di football americano professionistico nato nel 1965 con sede ad Atlanta, Georgia, USA. Questa voce approfondisce la storia della franchigia dalla fondazione ad oggi.

## 1965-1969
Gli Atlanta Falcons nacquero il 30 giugno 1965. Il Commissioner della NFL Pete Rozelle affidò la proprietà a Rankin M. Smith, Sr., vicepresidente esecutivo della Life Insurance Company of Georgia. Il nome Falcons fu suggerito da Julia Elliott (1909–1990) un'insegnante delle scuole superiori di Griffin, Georgia, che aveva vinto un concorso nel 1965. Anche se altri quaranta partecipanti avevo suggerito lo stesso nome, Elliott scrisse in un saggio: "Il falco è fiero e dignitoso, con grande forza e coraggio. Mantiene sempre ciò che promette. È mortale e ha una grande tradizione sportiva". Tra gli altri nomi suggeriti vi furono Knights, Bombers, Rebels, Crackers, Thrashers (che in seguito fu assegnato alla seconda squadra della NHL della città), Lancers, Firebirds, Fireballs e Thunderbirds.
Rankin M. Smith Sr. scelse il linebacker Tommy Nobis dalla University of Texas con la prima scelta del Draft NFL 1966 tenuto il 27 novembre 1965, rendendolo il primo Falcon della storia. Le prime notizie indicarono che i papabili per il ruolo di primo allenatore della franchigia erano l'allenatore della University of Oklahoma Bud Wilkinson, quello della University of Arkansas Frank Broyles, l'ex allenatore dei San Francisco 49ers Red Hickey, l'ex allenatore dei Cleveland Browns Paul Brown e l'allenatore dei Green Bay Packers Vince Lombardi. Alla fine, Smith scelse l'assistente di Lombardi Norb Hecker il 26 gennaio 1966.

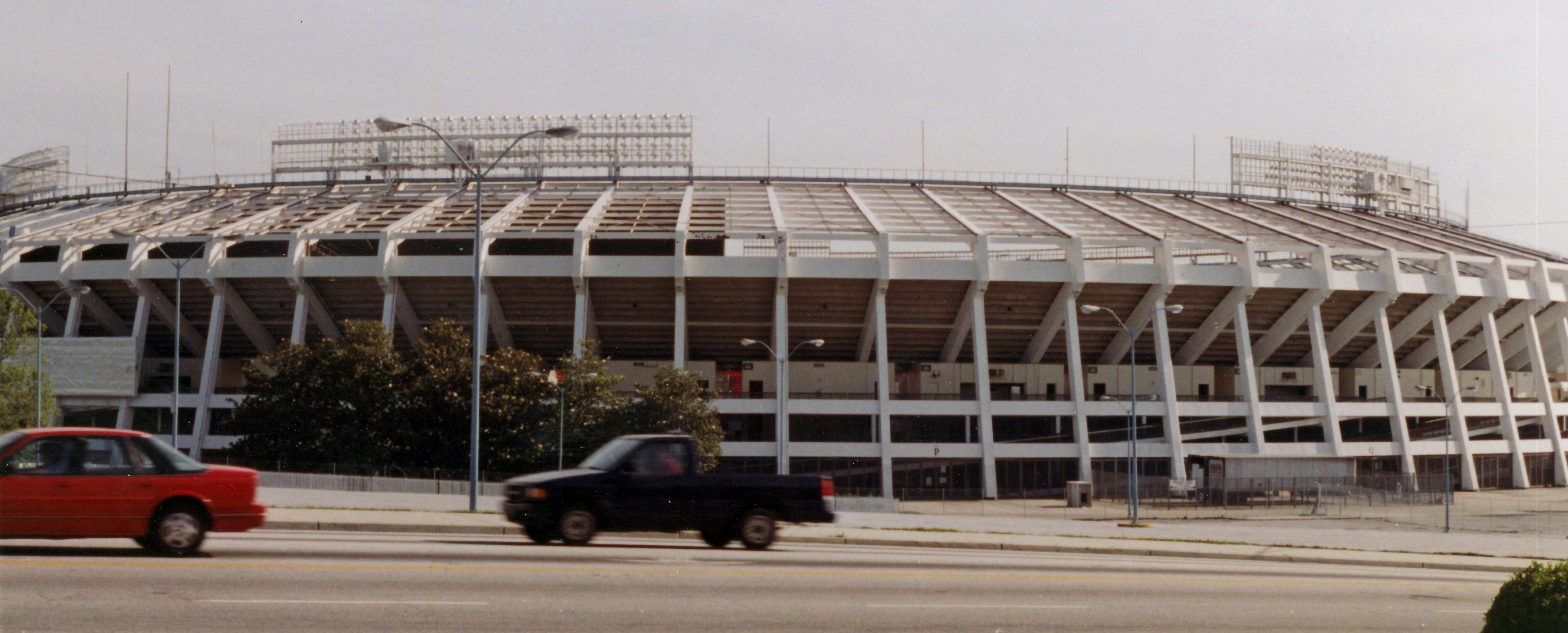
L'Atlanta Stadium fu il primo stadio dei Falcons.

Gli Atlanta Falcons iniziarono la loro prima stagione nella Eastern Conference della NFL. La loro prima gara di pre-stagione del 1966 fu il 1º agosto 1966 contro i Philadelphia Eagles davanti alla folla di 26.072 spettatori dell'Atlanta Stadium. I Falcons furono sconfitti e persero anche le prime nove partite della stagione regolare, prima di vincere la prima gara della loro storia in trasferta contro i New York Giants per 27–16. L'ex Giant Ernie Wheelwright segnò tre touchdown su ricezione, il terzo dei quali su un passaggio da 51 yard del quarterback Randy Johnson. La loro prima vittoria casalinga fu contro i St. Louis Cardinals per 16–10 di fronte a una folla di 57.169 spettatori. La stagione inaugurale terminò con un record di 3-11, con Nobis che fu premiato come rookie dell'anno e fu il primo Falcon ad essere convocato per il Pro Bowl.
Nella stagione 1967 non vi furono miglioramenti per i Falcons che vinsero una sola gara e terminarono con un record di 1–12–1. Dopo avere perso le prime tre gare della stagione 1968, Norm Van Brocklin, ex capo-allenatore dei Minnesota Vikings, fu nominato sostituto di Norb Hecker. Due settimane dopo, i suoi Falcons batterono New York 24–21, nel primo incontro tra Van Brocklin e il suo ex quarterback Fran Tarkenton. Malgrado la vittoria, Atlanta terminò solamente con un record di 2–12. Le cose migliorarono nella stagione 1969. Il 21 settembre, i Falcons vinsero per la prima volta la gara di debutto della stagione, battendo i 49ers in casa. Il rookie tight end Jim Mitchell segnò due touchdown e Atlanta stabilì il record di franchigia con 229 yard corse. Il 7 dicembre, Harmon Wages lanciò un touchdown nel primo periodo (da 16 yard per Paul Flatley), ne ricevette uno nel secondo quarto (da 88 yard) e poi ne segnò uno su corsa nel quarto periodo (da 66 yard) nella vittoria per 45-17 sui New Orleans Saints. I Falcons conclusero con un bilancio di 6-8.

## Anni settanta
I Falcons disputarono la loro prima partita nel Monday Night Football ad Atlanta il 30 novembre 1970 contro i Miami Dolphins, perdendo per 20–7 davanti a una platea di 30 milioni di spettatori in tv. La loro stagione terminò con un record di 4-8-2. Nella successiva, Atlanta ebbe il suo primo bilancio finale positivo. Il 22 novembre, i Falcons vinsero la loro prima gara in diretta nazionale battendo per 28–21 i Green Bay Packers in casa. Giunsero all'ultima gara della stagione a New Orleans il 19 dicembre con un record di 6–6–1. Battendo i Saints terminarono sul 7–6–1.
I Falcons aprirono la stagione 1973 contro New Orleans, battendo 35 diversi record di franchigia nella vittoria per 62–7 del 16 settembre. Malgrado la larga vittoria, nelle tre gare successive la squadra segnò complessivamente solo 15 punti, perdendo sempre. Atlanta però si riprese e vinse sette gare consecutive, inclusa una vittoria sugli allora imbattuti Vikings per 20–14 il 19 novembre in diretta nazionale. Dave Hampton mancò per poco quota mille yard corse quell'anno. Il record di 9-5 fu un nuovo primato per la franchigia, che però non riuscì a centrare i playoff.
Nel 1975, con la prima scelta assoluta del draft, la squadra selezionò il quarterback Steve Bartkowski dalla University of California. La stagione finì solo con un record di 4-10 anche se Dave Hampton riuscì finalmente a superare quota mille yard. Bartkowski continuò ad avere difficoltà nel 1976, lanciando due soli touchdown a fronte di nove intercetti. Fu così sostituito da Kim McQuilken, che però non fece meglio, subendo 9 intercetti in tre partite. A causa della stagione sotto le attese, l'allenatore Marion Campbell si dimise, venendo sostituito da Pat Peppler. Nel 1977, l'ex quarterback dei Redskins e dei Cowboys Eddie LeBaron fu nominato general manager e Leeman Bennett quinto allenatore della storia della squadra. L'anno successivo, la difesa dei Falcons soprannominata "Grits Blitz" (guidata dal coordinatore difensivo Jerry Glanville) stabilì un record NFL per il minor numero di punti concessi in una stagione da 14 partite, 129. Inoltre stabilirono un record per il minor numero di punti concessi a partita, 9,2 (una cifra che nemmeno la celebre difesa dei Chicago Bears del 1985 riuscì ad avvicinare). L'attacco invece fu di livello mediocre e la stagione terminò con un saldo di 7-7.

### 1978
Guidata ancora da un'arcigna difesa, la squadra nel 1978 finì con un record di 9–7 record, qualificandosi per i primi playoff della sua storia. La stagione vide diverse rimonte dell'ultimo momento, incluse due sui rivali di New Orleans terminate entrambe sul 20-17. Nei playoff, i Falcons incontrarono una squadra che non raggiungeva la post-season da anni, i Philadelphia Eagles. Malgrado l'essere passati in svantaggio per 13–0, Bartkowski portò i Falcons in vantaggio per 14–13, vincendo la gara. La gara successiva fu contro i favoriti Dallas Cowboys. Malgrado l'avere fatto uscire il quarterback futuro Hall of Famer Roger Staubach ed essere stati in vantaggio per 20-13 all'intervallo, l'attacco guadagnò solamente 85 yard nel secondo tempo e i Cowboys, guidati dal quarterback di riserva Danny White, rimontarono andando a vincere per 27–20. White sarebbe tornato a mettere in difficoltà i Falcons due anni dopo.

### 1979
I Falcons non riuscirono a ripetere i successi della stagione precedente nel 1979, terminando con un record di 6-10. Diversi primati di franchigia furono stabiliti quell'anno: William Andrews stabilì quello di yard corse con 1.023, Wallace Francis quelli di ricezioni (74) e yard ricevute (1.013) e Steve Bartkowski quello di yard passate, con 2.502.

## Anni ottanta
Quella del 1980 fu una stagione di grande successo per i Falcons, che terminarono con un record di 12–4. Dopo avere vinto solo tre delle prime sei partite, Atlanta fece registrare una striscia di 9 vittorie consecutive. Bartkowski passò tre touchdown il 14 dicembre nella vittoria sui San Francisco 49ers per 35–10 che diede alla squadra il primo titolo di division della sua storia. Nel divisional round dei playoff, i Falcons persero coi Dallas Cowboys, 30–27, coi Cowboys che rimontarono venti punti davanti all'allora folla record di 59.793 spettatori, con un passaggio da touchdown della vittoria da Danny White a Drew Pearson a meno di un minuto dal termine. Questa sconfitta è largamente considerata una delle peggiori della storia sportiva di Atlanta (ancora più della sconfitta nel Super Bowl contro Denver nel 1998); molti tifosi e la squadra stessa impiegarono quasi un decennio per riprendersi.
La stagione 1981 vide gli infortuni tormentare i Falcons che persero tre titolari chiave per tutta l'annata. La squadra perse sei partite per meno di un touchdown e terminò con un record di 9-7.
Nel 1982, a causa di uno sciopero dei giocatori, la lega fu costretta a ridurre il calendario a nove gare e ad espandere i playoff alle migliori otto squadre di ogni conference. I Falcons vi si qualificarono con un record di 5-4 ma furono eliminati da Minnesota per 30-24 nel primo turno.

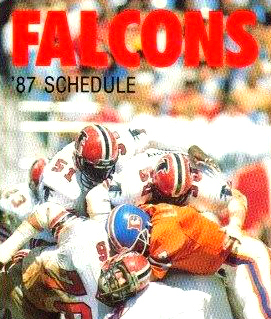
Il calendario tascabile dei Falcons nel 1987

Nel 1984, i Falcons subirono una grossa perdita quando il running back William Andrews subì un infortunio al ginocchio che pose alla fine alla sua carriera nell'ultimo giorno del training camp. Rimase fuori dai campi di gioco per due anni prima di fare un tentativo di ritorno nel 1986, ritirandosi poco dopo. Gerald Riggs lo sostituì bene come titolare, guadagnando oltre 3.000 yard e 23 touchdown nelle successive due stagioni. Atlanta però terminò con un record di 4-12 sia nel 1984 che nel 1985. Dopo una stagione da 7-8-1 nel 1986, dove David Archer sostituì Steve Bartkowski come quarterback titolare, il capo-allenatore Dan Henning fu licenziato e sostituito da Marion Campbell.
Nel 1987, Campbell non riuscì ad invertire le fortune dei Falcons terminando con un record di 3–12, perdendo 9 delle ultime 10 gare della stagione accorciata a 15 gare per sciopero. Nel 1988 Atlanta ebbe la prima scelta assoluta nel Draft in cui scelse il linebacker da Auburn Aundray Bruce, snobbando un futuro All-Pro come Neil Smith, scelto come secondo assoluto dai Kansas City Chiefs. La squadra ebbe ancora una stagione mediocre terminata con un saldo di 5-11.

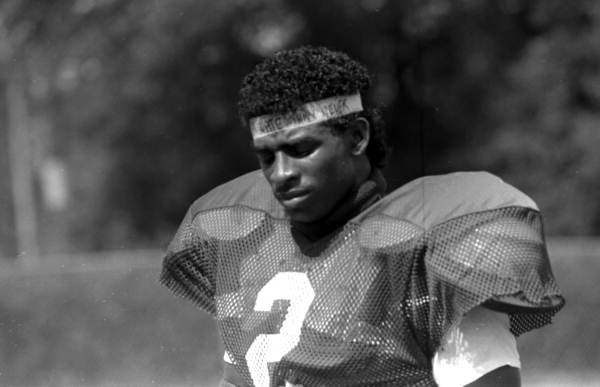
Nel 1989 i Falcons scelsero Deion Sanders come quinto assoluto nel draft.

Nel 1989, la scelta del primo giro di Atlanta (la quinta assoluta) fu l'estroverso defensive back All-American da Florida State Deion Sanders, soprannominato "Prime Time". Nello scegliere Sanders, i Falcons ebbero finalmente quella visibilità che era loro spesso mancata negli anni precedenti, in cui erano stati una delle franchigie più anonime della NFL. Sanders e i Falcons però, ebbero una disputa contrattuale che si protrasse fino alla prima settimana della stagione regolare. Sanders, tra le altre cose, sfruttò anche il suo essere un notevole prospetto come esterno per i New York Yankees per fare pressioni contrattuali sul club. L'accordo fu raggiunto il venerdì prima della partita e dopo l'allenamento del sabato, Deion scese in campo per la prima volta dopo sette mesi contro i Rams, contro cui ritornò un punt per 68 yard in touchdown, facendone il primo atleta dell'era moderna a colpire un home run e segnare un touchdown nella stessa settimana (aveva infatti giocato con gli Yankees pochi giorni prima). Ad ogni modo, i Falcons non riuscirono a vincere molte gare, con l'allenatore Marion Campbell che si dimise e fu sostituito ad interim da Jim Hanifan. La stagione terminò con un record di 3-13.

## Anni novanta
Il successivo allenatore della squadra fu l'ex Oilers Jerry Glanville, la cui personalità eccentrica portò altre attenzioni verso i Falcons. Quell'anno i Falcons modificarono le loro uniformi dal tradizionale rosso a un look nero conservato fino al 2003.

### 1990
I Falcons iniziarono la stagione 1990 con una netta vittoria sull'ex squadra di Glanville, gli Houston Oilers, per 47–27. Vinsero due delle prime quattro gare ma l'annata iniziò a prendere una brutta piega dopo una sconfitta per 45–35 contro i 49ers campioni in carica. Joe Montana abusò delle difese dei Falcons passando un record in carriera di 6 touchdown, dopo di che Atlanta perse otto delle successive nove gare. Il club vinse le ultime due gare e terminò con un bilancio di 5-11.

### 1991
La squadra del 1991, conosciuta anche come "2 Legit 2 Quit", dal titolo di una canzone di MC Hammer, usata come tema musicale della squadra quell'anno. Hammer stesso apparve diverse volte a bordo campo coi Falcons quell'anno. Atlanta raggiunse i playoff con un record di 10-6 e il sesto posto nel tabellone della NFC, concludendo una striscia di otto stagioni consecutive con un record negativo. Atlanta aveva lo stesso record di San Francisco, ma superò i 49ers grazie ad un passaggio da touchdown all'ultimo istante di gara di Billy Joe Tolliver a inizio anno. Personalità degne di nota in quella stagione furono, oltre a Deion Sanders, il ricevitore Andre Rison, il cornerback Tim McKyer e il quarterback James Kenny, un giocatore di talento ma arrogante, proveniente dai Miami Dolphins, che emerse come leader della squadra. Un altro elemento nuovo nella squadra fu il quarterback Brett Favre, giunto attraverso il draft da Southern Mississippi. Nel primo turno di playoff, i Falcons batterono i New Orleans Saints al Louisiana Superdome (27–20). La settimana successiva furono battuti nettamente dai Washington Redskins futuri vincitori del Super Bowl 24–7.

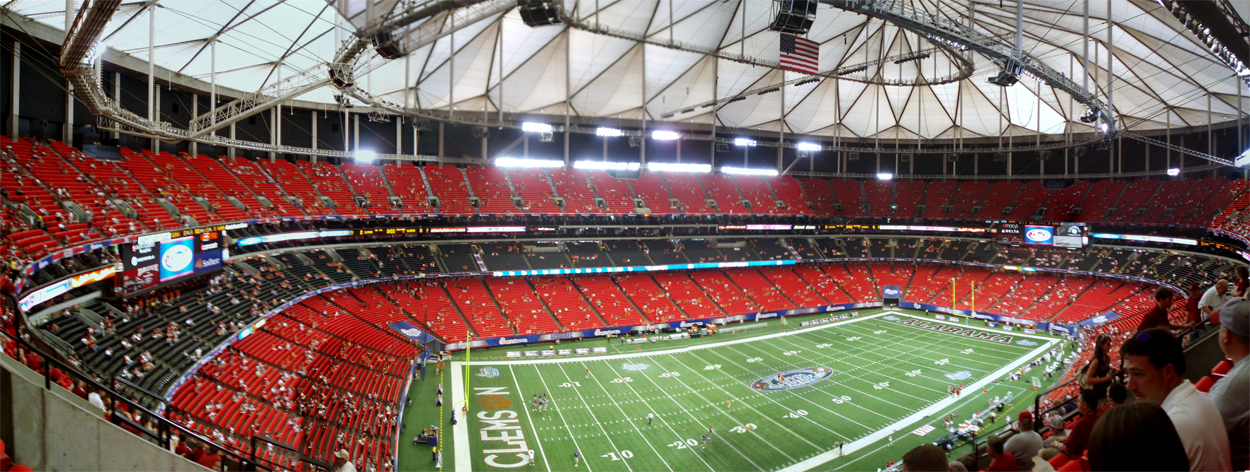
I Falcons si trasferirono al nuovo Georgia Dome nel 1992.

### 1992
Nel 1992, i Falcons si trasferirono dall'Atlanta-Fulton County Stadium al Georgia Dome e terminarono con un bilancio di 6–10. Prima dell'inizio dell'annata, la squadra operò una delle peggiori scelte strategiche di tutti i tempi quando scambiò Brett Favre coi Green Bay Packers, con cui il quarterback disputò una carriera da record.

### 1993
Anche nella stagione 1993, Deion Sanders continuò ad essere la stella degli Atlanta Falcons, intercettando 7 passaggi e annullando alcuni dei migliori ricevitori della lega. Malgrado tali grandi prestazioni, il club terminò ancora con un record di 6-10. A fine anno Jerry Glanville fu licenziato e sostituito da June Jones.

### 1994
I Falcons nel 1994 persero Sanders che divenne free agent e firmò con San Francisco, ma acquisirono il quarterback Jeff George, che lasciò Indianapolis quattro anni dopo essere stato scelto come primo assoluto nel Draft NFL 1990. Con questi cambiamenti, la franchigia salì a un record di 7-9.

### 1995
L'anno successivo, nell'attacco di Jones, George disputò fino a quel momento la miglior stagione della carriera. Nell'ultima gara del 1995, i Falcons batterono in rimonta i San Francisco 49ers 28–27, assicurandosi un posto nei playoff. Furono sconfitti nel primo turno dai Green Bay Packers al Lambeau Field per 37–20.

### 1996
Nella stagione successiva all'apparizione nei playoff, il 1996, i Falcons ebbero un record negativo di 3-13. L'annata è ricordata principalmente per una discussione ripresa dalle telecamere tra George e June Jones. George fu spostato in panchina dopo quell'incidente ed entrambi a fine anno diedero l'addio alla franchigia.

### 1997
Jones fu sostituito dall'ex allenatore dei Broncos (e nativo della Georgia) Dan Reeves, che portò i Falcons a un record di 7-9 nel 1997. Rankin Smith morì all'età di 72 anni alla vigilia di una gara della domenica contro i Carolina Panthers.

### 1998
Nella miglior stagione della storia della franchigia, i Falcons del 1998 stupirono la lega terminando con un record di 14–2, qualificandosi per il Super Bowl XXXIII battendo a sorpresa i favoritissimi Minnesota Vikings nella finale della NFC.

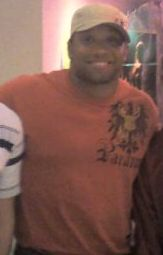
Nel 1998 Jamal Anderson guidò la NFC con 1.846 yard corse.

Potendo contare su un attacco bilanciato che vedeva la presenza dei Pro Bowler Chris Chandler e Jamal Anderson, oltre che su una difesa aggressiva e opportunistica, i Falcons iniziarono con un record di 6-2. Fino a quel momento tuttavia, il successo della franchigia era ancora considerato un fuoco di paglia, data la storia di insuccessi del club e il calendario debole affrontato. Nelle due sconfitte poi, la squadra era stata battuta in maniera nettissima in trasferta da due candidate per il titolo come i San Francisco 49ers e i New York Jets.
L'8 novembre 1998, la NFL iniziò alla fine a tenere in considerazione i Falcons che batterono in trasferta i New England Patriots per 41-10, interrompendo una striscia di 22 sconfitte consecutive nelle gare giocate tra novembre e dicembre in città dal clima freddo che durava dal 1982. Fu in quella partita che il tight end O.J. Santiago fece per la prima volta la sua danza chiamata "Dirty Bird" che divenne il marchio di fabbrica della franchigia dopo la segnatura di un touchdown.
Quella vittoria a Foxboro aumentò considerevolmente le aspettative attorno alla squadra prima dello scontro della settimana 11 contro gli odiati San Francisco 49ers, da cui i Falcons avevano riportato alcune delle più imbarazzanti sconfitte della loro storia. Atlanta riuscì ad avere la meglio per 31–19. I Falcons vinsero tutte le ultime 6 gare della stagione, incluso un 24–17 contro i Detroit Lions nella settimana 16 che diede loro il primo titolo di division dal 1980.
Atlanta arrivò ai playoff del 1998 come seconda squadra del tabellone della NFC, divenendo la prima squadra della storia a vincere 14 partite a non avere il vantaggio casalingo per tutti i playoff. Ad ogni modo, ebbe la possibilità di qualificarsi direttamente al secondo turno.
Nel divisional round dei playoff, Atlanta se la dovette di nuovo vedere con i San Francisco 49ers, freschi di una vittoria in rimonta contro i Green Bay Packers nel turno precedente. Il Dome fu esaurito in ogni ordine di posto, coi Falcons che terminarono il primo tempo in vantaggio per 10-0 e alla fine vinsero per 20-18, qualificandosi per la prima finale della NFC della storia della franchigia.

#### Finale della NFC del 1998
I Falcons volarono così al Metrodome il 17 gennaio per affrontare l'attacco più temuto della NFL, quello dei Minnesota Vikings, in possesso del miglior record della lega, 15-1. I Vikings avevano appena stabilito l'allora record di punti della lega segnati in una stagione ed erano guidati dal quarterback Randall Cunningham che aveva giocato una stagione da MVP e da un letale trio di ricevitori formato da Randy Moss, Jake Reed e Cris Carter. Malgrado la notevole stagione di Atlanta, questa era ampiamente sfavorita contro Minnesota, con pochi analisti che previdero una gara equilibrata e virtualmente nessuno una vittoria dei Dirty Birds.
L'attacco dei Falcons si preparò tutta la settimana per abituarsi al frastuono del Metrodome ed aprì la partita con un touchdown nel drive iniziale che calmò il pubblico avversario e portò la franchigia della Georgia in vantaggio per 7-0. I Vikings risposero però subito con un drive da 80 yard terminato anch'esso con un touchdown. Minnesota proseguì segnando 20 punti consecutivi nel primo tempo, mettendo i Falcons alle corde e portandosi sul 20-7.
Il momento cruciale della partita giunse a 77 secondi dal termine del primo tempo. I Vikings avevano appena preso possesso del pallone sulla loro linea delle 18 yard dopo un punt. Sull'onda dell'entusiasmo per avere dominato il primo tempo, scelsero di lanciare il pallone per chiudere la pratica già nel primo tempo. Optando per tre lunghi passaggi consecutivi, Minnesota fu bloccata quando il defensive end Chuck Smith riuscì a battere Todd Steussie su una situazione di terzo down e a forzare un fumble di Randall Cunningham. I Falcons lo recuperarono sulla linea delle 14 yard di Minnesota e Chandler passò un touchdown a Terance Mathis nella giocata successiva, portando il divario a un recuperabile 20-14 a metà gara.
Nel secondo tempo, con l'inerzia divenuta a favore dei Falcons, questi segnarono gli unici punti del terzo quarto con un field goal da 27 yard di Morten Andersen, accorciando a 20–17. I Vikings risposero, segnando i loro unici punti del secondo tempo, con un drive da 82 yard culminato nel passaggio da touchdown da Cunningham a Matthew Hatchette, dopo 79 secondi dall'inizio dell'ultimo quarto di gioco. I Falcons segnarono un altro field goal e si trovarono in svantaggio per 27-20 a undici minuti dal termine della sfida.
Da quel momento, le squadre si scambiarono due volte il possesso del pallone, senza segnare. Mentre il cronometro continuava a scorrere, Minnesota sembrò avviata verso un drive decisivo da 55 yard, giunto fino alla linea delle 21 yard di Atlanta. Fermati su un terzo down a due minuti e sette secondi dal termine, i Vikings si affidarono al kicker Pro Bowler Gary Anderson, che quell'anno aveva fatto la storia della NFL segnando tutti i 39 tentativi di field goal calciari. Il calcio da 38 yard di Anderson uscì però sulla sinistra e i Falcons rimasero ancora in partita, in un Metrodome preoccupato. Partì così il drive più importante della storia della franchigia.

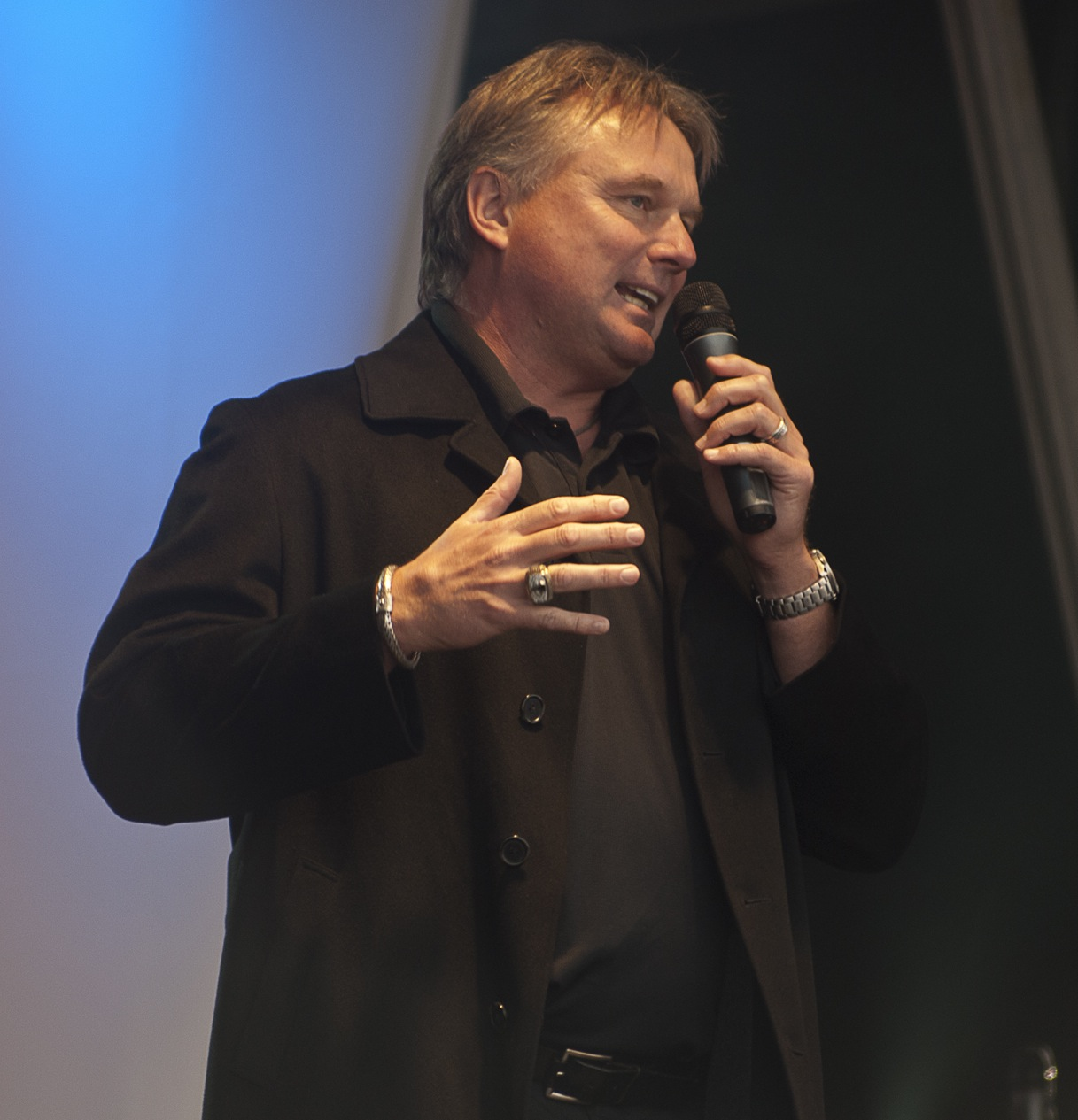
Morten Andersen segnò il field goal nei supplementari che portò i Falcons al Super Bowl.

I Falcons ebbero il pallone a due minuti e 71 yard da un'improbabile rimonta. In quello che fu forse il miglior momento della carriera dello spesso infortunato quarterback Chris Chandler, questi guidò un'azione da 8 giocate, conclusa con un passaggio da touchdown da 16 yard per Terance Mathis con 49 secondi rimanenti. Perplesso, e desideroso di evitare il disastro verificatosi alla fine del primo tempo, l'allenatore di Minnesota Dennis Green scelse di far scorrere il tempo rimanente e giocarsi tutto nei supplementari.
La folla, esausta dall'errore di Anderson e dal successivo drive di Chandler, si riprese quando i Vikings vinsero il lancio della monetina che avrebbe dato ai Vikings il primo possesso. Il celebrato attacco di Minnesota avrebbe potuto essere in controllo del proprio destino.
La gara divenne una battaglia per la posizione in campo all'inizio del supplementare, dal momento che entrambe le squadre non riuscirono a superare la linea delle 50 yard nel loro primo possesso. Il secondo possesso dei Vikings si arrestò nella loro linea delle 39 yard, quando un punt da 52 yard di Mitch Berger restituì il pallone ad Atlanta nella sua metà di campo.
A partire dalla propria linea delle 9 yard, l'attacco dei Falcons si preparò lo sforzo finale. Guidata ancora da dei passaggi precisi di Chandler, Atlanta percorse 70 yard in 10 giocate, venendo costretta a un terzo down solo in quella che fu la giocata finale della partita. Dopo una corsa da due yard di Jamal Anderson che portò i Falcons sulla linea delle 21 yard di Minnesota, il kicker Morten Andersen segnò da 38 yard il field goal della vittoria, portando la squadra alla prima qualificazione al Super Bowl della sua storia. Vi fu così una delle più grandi celebrazioni della storia della città, con migliaia di tifosi che attesero la squadra all'Hartsfield–Jackson Atlanta International Airport a tarda notte e altre migliaia che intasarono le strade, scortando il bus dei giocatori fino al quarterback generale.

#### Il Super Bowl XXXIII
Nelle due settimane che intercorsero tra la finale della NFC e il Super Bowl XXXIII, la maggior parte dell'attenzione dei media si focalizzò sull'avversario dei Falcons, i Denver Broncos, sul loro quarterback all'ultima gara in carriera, John Elway, e sul rapporto tra l'ex allenatore dei Broncos Dan Reeves ed Elway, non sempre sereno durante la sua esperienza in Colorado. Il cornerback Pro Bowler dei Falcons Ray Buchanan scherzò garantendo una vittoria a un cronista, con la dichiarazione che fu ingigantita da un giornalista troppo zelante. Giorni dopo, lo stesso Buchanan attrasse altra attenzione quando accolse i giornalisti con un collare da cane, che simboleggiava il fatto che i Falcons fossero sfavoriti di 8 punti e mezzo (un gioco di parole in inglese tra dog, cane, e underdog, sfavorito).
La più grande notizia uscì però la notte prima della partita. La free safety Pro Bowler Eugene Robinson, che proprio quella mattina aveva ricevuto il Bart Starr Award per la sua "grande altezza morale" fu arrestato per avere offerto a un'agente di polizia sotto copertura quaranta dollari per del sesso orale al Biscayne Boulevard, nel centro di Miami. Robinson alla fine giocò la partita ma fu uno dei punti deboli dei Falcons, sbagliando una marcatura in una giocata chiave del primo tempo e mancando un placcaggio che portò a un touchdown nel quarto periodo.
Il Super Bowl XXXIII fu un'eccitante novità per i giocatori e i tifosi dei Falcons, ma ebbe un finale deludente per quella che, fino a quel momento, era stata una stagione da sogno. L'attacco dei Falcons riuscì a muovere consistentemente il pallone contro i Broncos nel corso della partita, ma commise diversi errori nel territorio di Denver, concedendo agli avversari di dominare la propria difesa e portarsi in vantaggio per 17–3 verso il finale del primo tempo. Un field goal di Morten Andersen accorciò il risultato sul 17-6 alla fine del secondo quarto, ma nel secondo tempo vi furono due intercetti subiti dal solitamente affidabile Chris Chandler, concedendo ai Broncos di portarsi in vantaggio per 31-6. Nel complesso, i Falcons riuscirono a superare 7 volte la linea delle 30 yard dei Broncos, ma segnarono solamente 13 punti, con 5 palloni persi. Nel finale, Atlanta segnò due touchdown, uno su ritorno di kickoff da 94 yard di Tim Dwight, portando il punteggio sul 34–19 conclusivo.
Malgrado l'amaro finale, i Falcons del 1998 sono la squadra più celebrata della storia della franchigia. Quell'anno stabilirono i propri record di vittorie (14) punti segnati (442), con Jamal Anderson che batté il record NFL per numero di possessi in una stagione (410) e stabilì il record di franchigia di yard corse (1.846). La squadra ebbe sei giocatori convocati per il Pro Bowl, la seconda cifra più alta della storia. Inoltre fu la prima squadra della storia a giocare in uno stadio coperto a raggiungere il Super Bowl.
Dopo l'adrenalinica stagione 1998, il football ad Atlanta subì un duro colpo quando Jamal Anderson si ruppe il legamento crociato anteriore che segnò la fine della sua carriera. La squadra scese a un record di 5-11 nel 1999 e 4-12 nel 2000.

## Anni 2000: l'era di Michael Vick

### 2001

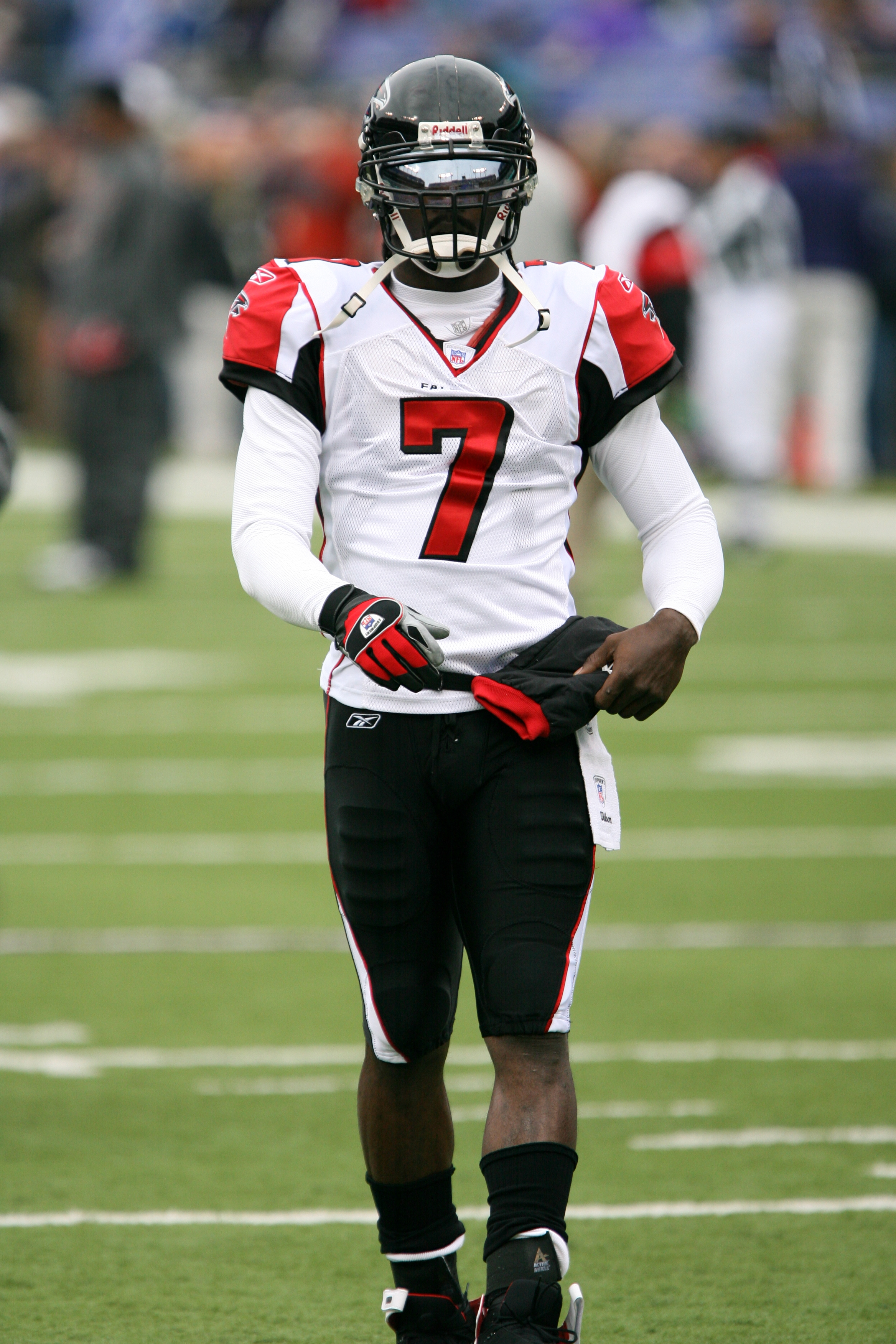
Michael Vick fu la prima scelta assoluta del Draft NFL 2001.

Nel Draft NFL 2001, i Falcons operarono uno scambio coi San Diego Chargers per ottenere la prima scelta assoluta e scegliere il quarterback Michael Vick da Virginia Tech. I Chargers utilizzarono invece la quinta scelta per selezionare LaDainian Tomlinson. Il club optò comunque per tenere il veterano Chris Chandler come titolare, per permettere a Vick di imparare il nuovo sistema di gioco. L'annata terminò con un record di 7-9 e fuori dai playoff.

### 2002
Prima dell'inizio della stagione, i Falcons furono spostati nella NFC South, dopo più di trenta stagioni nella geograficamente inaccurata NFC West.
Vick divenne il quarterback titolare a tempo pieno nel 2002. Quell'anno, i Falcons fecero registrare la miglior striscia di imbattibilità della lega, durata otto partite (7–0–1). Nel corso di quella striscia, fecero registrare larghe vittorie contro i rivali di division di New Orleans, che erano partiti con un record di 6–1, e i Carolina Panthers (per 30–0 e 41–0). Inoltre recuperarono uno svantaggio di 17 punti nel quarto periodo, andando a pareggiare per 34–34 contro i Pittsburgh Steelers, terminando con un record di 9–6–1 e la qualificazione ai playoff. Nel corso dell'anno, Vick stabilì gli allora primati per yard corse in una partita da un quarterback e per la più lunga corsa da parte di un quarterback, mostrando che le abilità messe in mostra a Virginia Tech non erano fasulle. Il 4 gennaio 2003, Atlanta fece registrare una grandissima sorpresa quando divenne la prima squadra della storia della NFL a battere i Green Bay Packers in una gara di playoff al Lambeau Field, vincendo 27–7. La loro stagione si concluse la settimana successiva a Philadelphia dove gli Eagles vinsero 20–6.

### 2003
Mentre attese positive circondano la squadra prima della stagione 2003, un disastro la colpì nel corso della pre-stagione, quando Vick si ruppe una gamba contro i Baltimore Ravens, forzandolo a perdere le prime dodici gare della stagione. Senza la loro guida, i Falcons scesero a un record di 5–11, anche se con Vick in campo ebbero un bilancio di 3-1 nelle ultime quattro gare della stagione. A tre gare dal termine dell'annata, coach Dan Reeves fu licenziato e il coordinatore difensivo Wade Phillips fu nominato suo sostituto ad interim. Nel successivo draft, i Falcons scelsero da Virginia Tech il cornerback DeAngelo Hall come ottavo assoluto.
Nel 2003 i Falcons presentarono anche un nuovo logo e delle nuove uniformi.

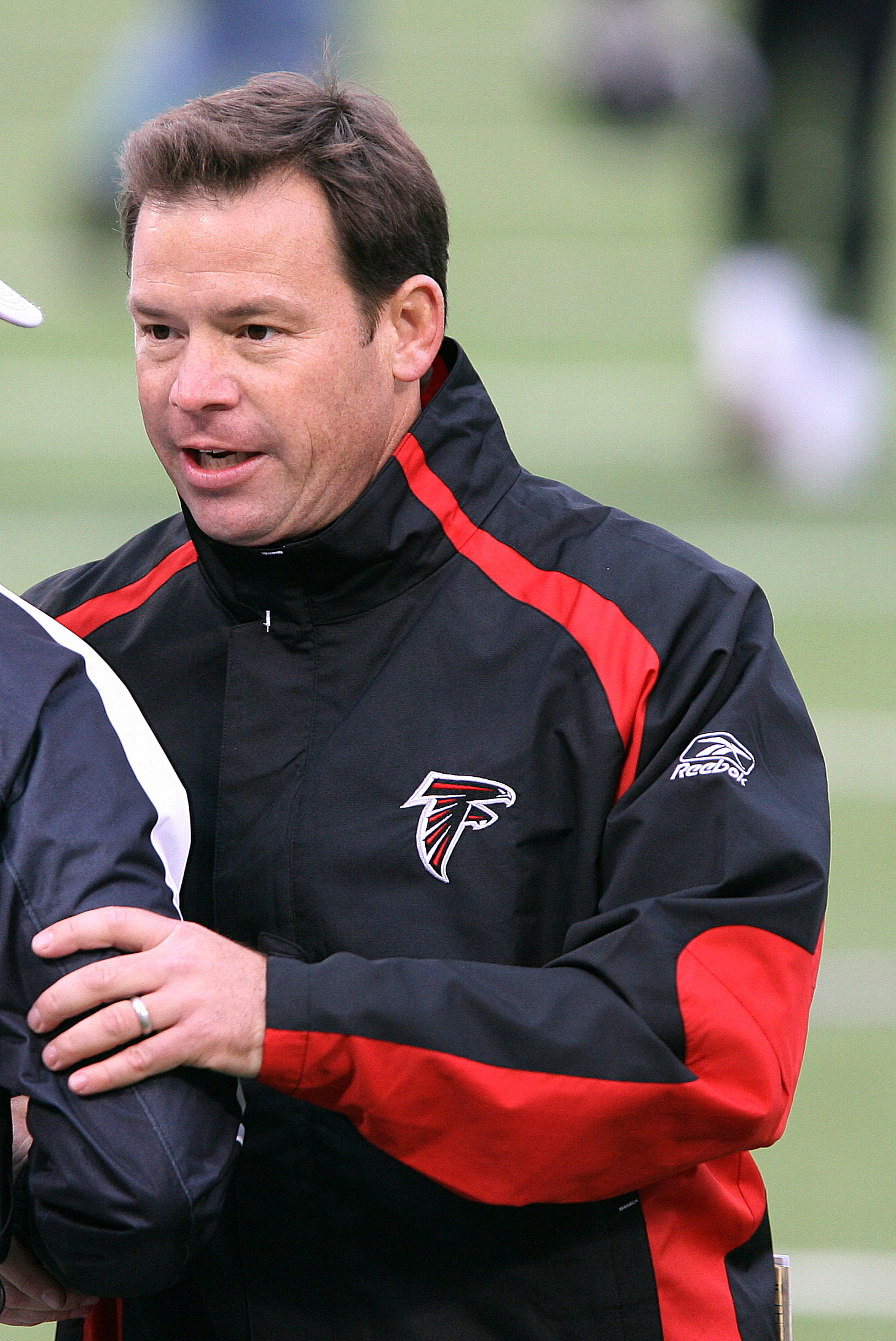
Jim Mora allenò i Falcons per tre stagioni.

### 2004
Nel 2004, con i Falcons galvanizzati dal ritorno di Michael Vick e da un nuovo allenatore, Jim L. Mora, la squadra vinse facilmente la NFC South con un record di 11-5. Dopo avere saltato il primo turno di playoff, i Falcons ebbero la possibilità di affrontare nel Divisional Round i St. Louis Rams, che li avevano battuti per 36-0 l'anno precedente in diretta nazionale. Lanciati da un record di franchigia di 324 yard corse e oltre 150 yard su ritorno di punt di Allen Rossum, batterono nettamente i Rams 47–17, qualificandosi per la finale della NFC, la loro seconda della storia. L'accesso al Super Bowl questa volta però fu loro negato dai Philadelphia Eagles, che vinsero 27–10. A fine stagione, Vick firmò un contratto di 10 anni del valore di 130 milioni di dollari, con un bonus alla firma di 37 milioni di dollari, il più ricco contratto della storia della NFL all'epoca.

### 2005
I Falcons iniziarono la stagione 2005 con un record di 6–2, ma gli infortuni subiti in difesa fecero vincere loro solo due partite nella seconda metà dell'anno. Il 24 novembre giocarono per la prima volta nel Giorno del Ringraziamento, battendo i Detroit Lions 27–7. Nella penultima gara della stagione regolare, furono eliminati dalla corsa ai playoff con una sconfitta ai tempi supplementari per 27–24 contro i Tampa Bay Buccaneers. Terminarono così con un record di 8-8 e ancora una volta non riuscirono a chiudere due stagioni consecutive con un record positivo.

### 2006
Nel 2006, Atlanta iniziò vincendo le prime due partite, prima di perdere coi Saints. Dopo la settimana di pausa affrontarono, perdendo, i Giants, in una sfida in cui Warrick Dunn segnò il touchdown su corsa più lungo della storia della franchigia, 90 yard. Malgrado un record di 7-8 prima dell'ultima gara della stagione regolare, i Falcons non erano ancora matematicamente fuori dai playoff. I Giants batterono però i Redskins, rendendo ininfluente l'ultima partita, persa contro le seconde linee degli Eagles. Il 1º gennaio 2007, i Falcons licenziarono Mora, sostituendolo con Bobby Petrino.

### 2007: la sospensione di Vick
I Falcons trascorsero la maggior parte del 2007 cercando di superare la controversia che coinvolse Vick e il suo coinvolgimento in un giro illegale di combattimenti di cani. Dietro una considerevole pressione, la NFL impedì a Vick di partecipare al training camp, finché le indagini non avessero chiarito la sua posizione. Il 26 luglio, il giocatore fu formalmente incriminato. Gli fu imposto di non lasciare la Virginia per alcun motivo, prima del processo del 26 novembre. Data l'assenza di Vick, a dividersi il ruolo di quarterback furono Joey Harrington e Byron Leftwich. Vick si dichiarò colpevole il 20 agosto e nello stesso giorno la NFL lo sospese a tempo indefinito. I Falcons cercarono di recuperare parte del suo bonus alla firma, basandosi sulla prova che fosse stato in parte utilizzato per finanziare tali combattimenti clandestini. Il proprietario Arthur Blank in seguitò affermò che, malgrado a Vick avrebbe dovuto essere concesso di tornare nella NFL, probabilmente non avrebbe più giocato nessun down per Atlanta.
Petrino aveva potenziato l'attacco, nella speranza di rendere Vick un quarterback più completo. Tuttavia, con l'atleta fuori dai giochi, gli schemi di Petrino non sembrarono adattarsi al campo né allo spogliatoio, con veterani come Alge Crumpler e DeAngelo Hall che diedero voce al loro disappunto. Petrino si dimise dopo sole tredici partite per passare ad allenare gli Arkansas Razorbacks. Le sue dimissioni avvennero il giorno dopo che Vick fu condannato a 23 mesi di prigione.
Senza Vick, i Falcons apparvero come una squadra senza timone. Terminarono la loro difficoltosa stagione 2007 con una vittoria per 44–41 sui Seattle Seahawks, chiudendo con un record di 4–12. Nei mesi successivi vi furono cambiamenti nella dirigenza, con Thomas Dimitroff che fu assunto per sostituire Rich McKay come general manager.

## L'era di Matt Ryan

### 2008

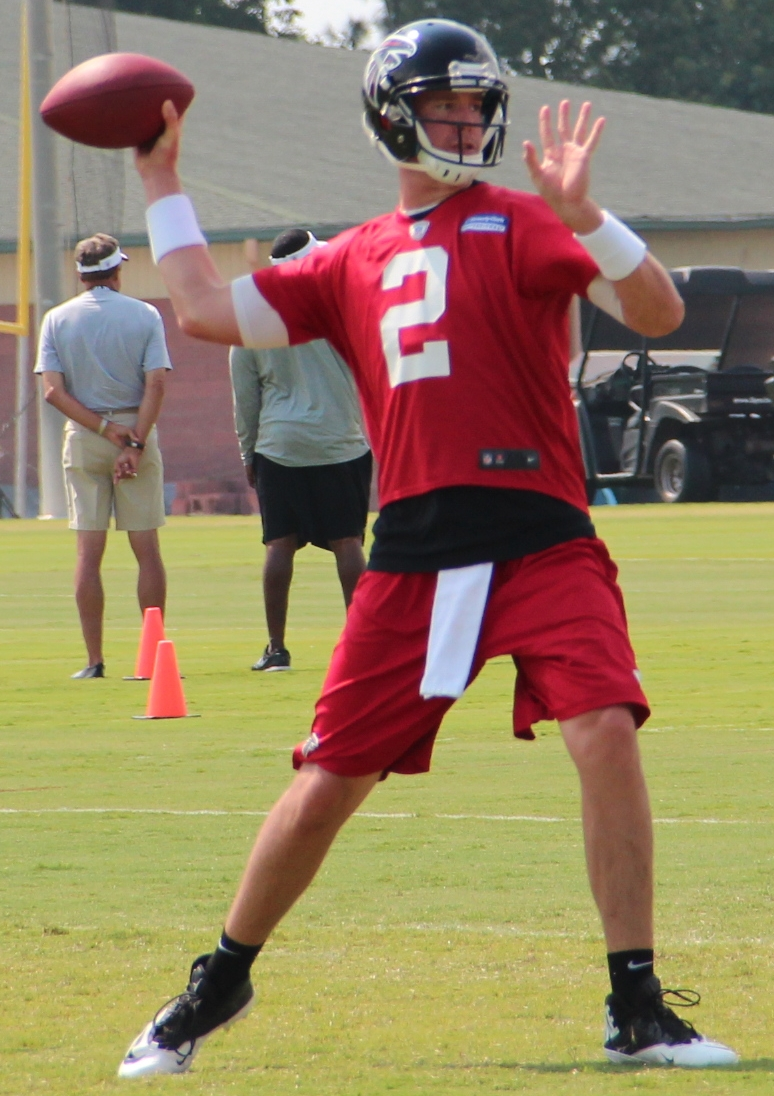
Matt Ryan fu premiato come rookie offensivo dell'anno nel 2008.

Il 23 gennaio 2008, l'allenatore della difesa dei Jacksonville Jaguars Mike Smith fu nominato nuovo allenatore dei Falcons. Matt Ryan, un quarterback dal Boston College, fu scelto come terzo assoluto nel draft per essere il nuovo volto della franchigia. La squadra acquisì anche il free agent Michael Turner per aiutare il gioco sulle corse. Atlanta andò oltre le aspettative, terminando con un record di 11-5 e centrando una wild card per i playoff, dove fu sconfitta per 24-30 nel primo turno dagli Arizona Cardinals. A fine stagione, Ryan fu premiato come rookie offensivo dell'anno.

### 2009
Nel 2009, i Falcons subirono diversi gravi infortuni in difesa, oltre che a Turner (caviglia) e Ryan (piede). La settimana 13 contro Philadelphia, vide Michael Vick tornare a giocare contro la sua ex squadra, contro la quale segnò due touchdown, uno passato e uno su corsa. Atlanta fu sconfitta pesantemente per 34-7. La settimana successiva, la squadra perse una partita equilibrata contro New Orleans, venendo matematicamente esclusa dai playoff. Tuttavia, Atlanta riuscì a vincere tutte le ultime tre partite e, concludendo con un record di 9-7, per la prima volta nella sua storia ebbe due stagioni consecutive con un record positivo.

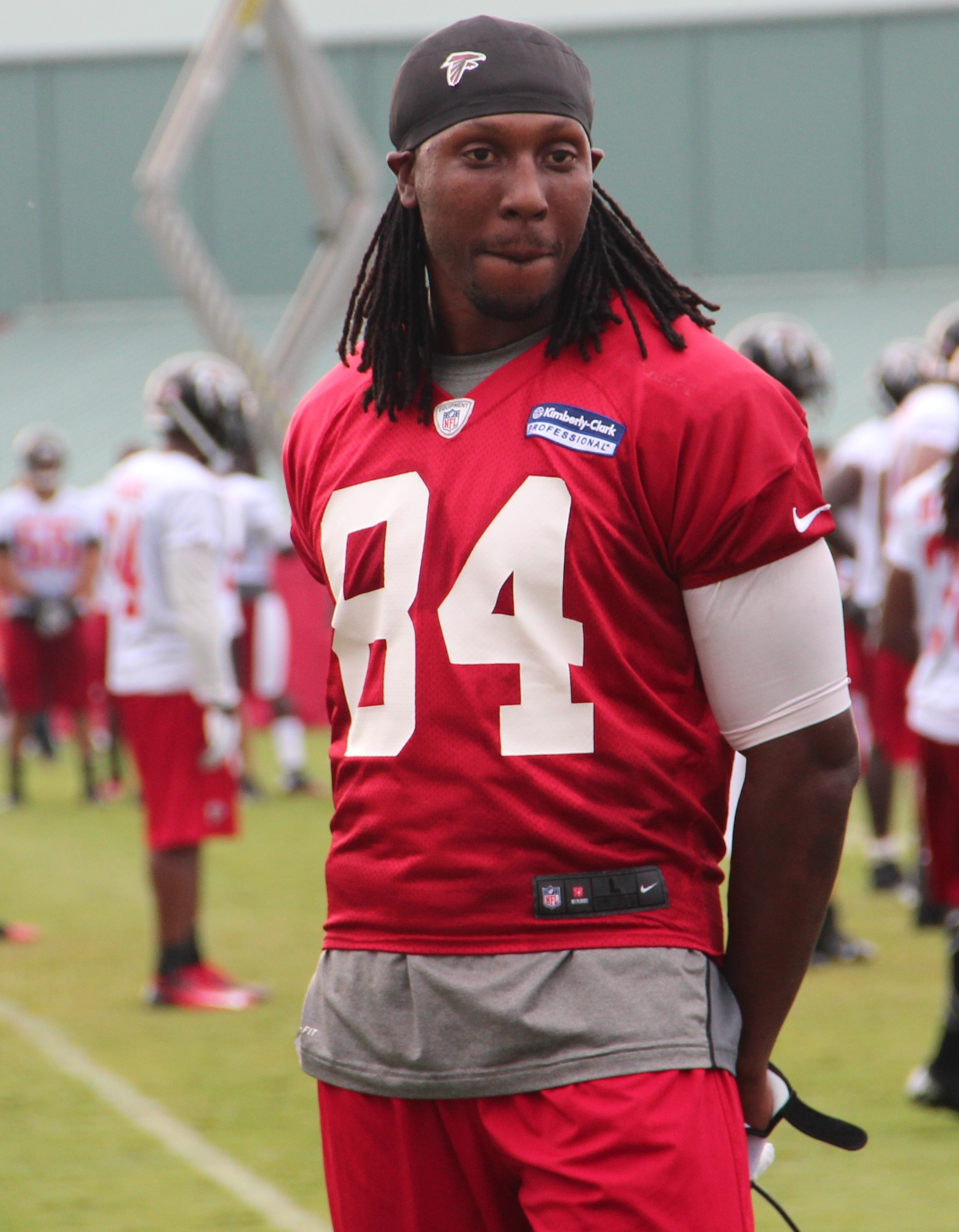
Il ricevitore Roddy White.

### 2010
I Falcons persero la loro gara di debutto a Pittsburgh prima di battere i Cardinals in casa nella settimana 2. Con una vittoria sui Ravens, la squadra partì per la prima volta con un record di 7-2 dalla stagione 1998, l'anno dell'apparizione al Super Bowl. La squadra vinse tutte le quattro gare successive, inclusa una in trasferta coi Seattle Seahawks che assicurò la qualificazione ai playoff con due turni di anticipo. Dopo una sconfitta coi Saints, Atlanta batté Carolina Panthers nell'ultimo turno per 31–10, assicurandosi la vittoria della division e il miglior record della NFC, che avrebbe garantito il vantaggio del fattore campo per tutti i playoff. La stagione ebbe però un epilogo deludente quando i Falcons furono sconfitti nel divisional round dai Green Bay Packers futuri vincitori del Super Bowl per 48–21. In questa stagione, Roddy White stabilì un nuovo record di franchigia ricevendo 1.389 yard.

### 2011
Nel Draft NFL 2011, i Falcons scelsero come sesto assoluto il ricevitore Julio Jones, formando una coppia d'alto livello con Roddy White per i lanci di Ryan. La stagione regolare terminò con un record di 10–6 e il quinto posto nel tabellone della NFC. Fu la prima volta nella sua storia che il club raggiunse i playoff per due anni consecutivi e anche la prima in cui vinse consecutivamente 10 o più partite. Ryan non riuscì però ancora a centrare la prima vittoria nella carriera nei playoff: i Falcons furono infatti sconfitti per 24-2 dai Giants, segnando i loro unici due punti grazie a una safety.

### 2012

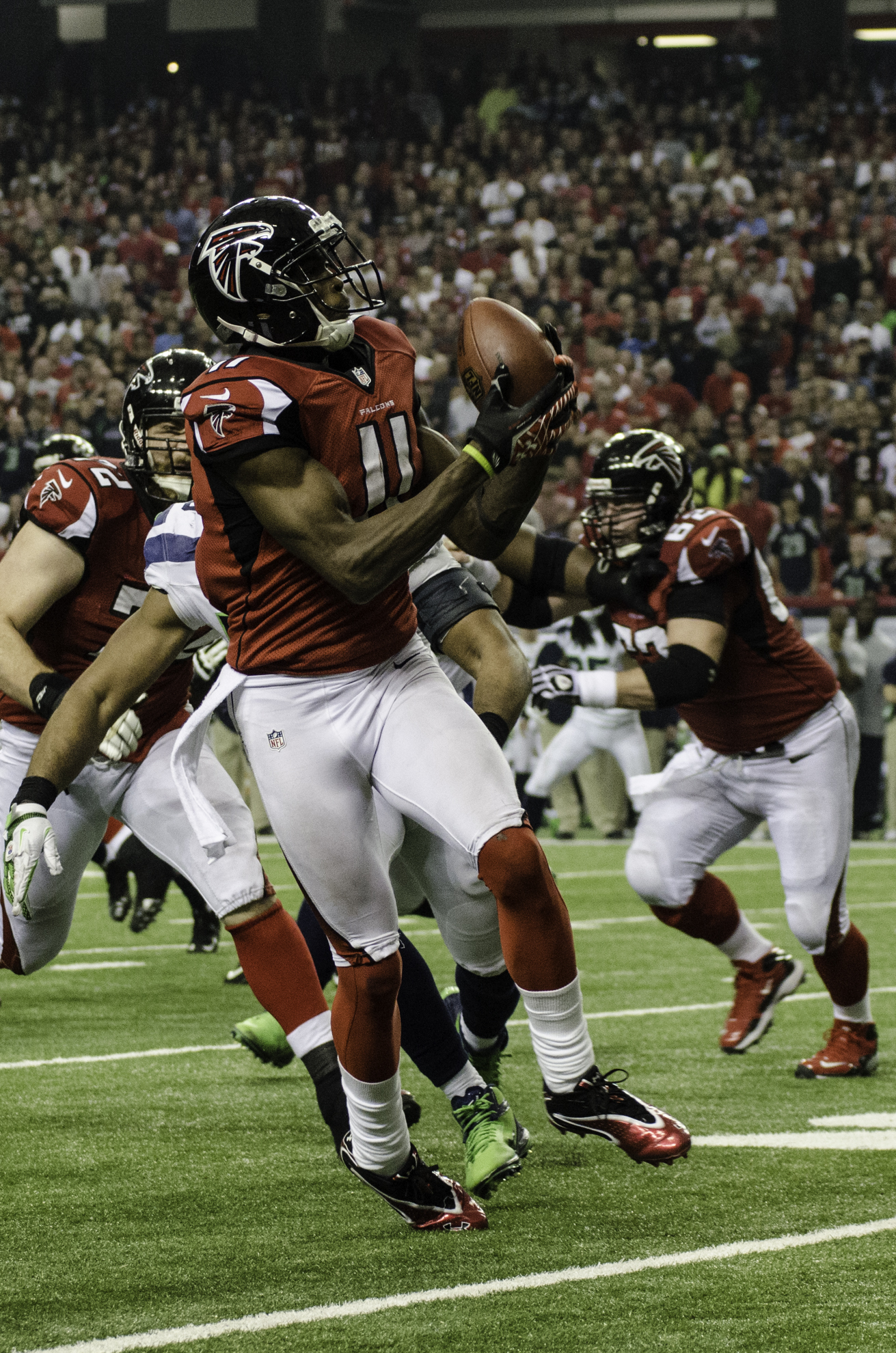
Julio Jones nei playoff 2012-2013 contro i Seattle Seahawks.

Nel 2012 i Falcons vinsero nuovamente la NFC South ed ebbero il miglior record della conference, 13-3. Matt Ryan disputò la miglior stagione della carriera, passando 4.719 yard e 32 touchdown. Ryan diresse un attacco esplosivo in cui due giocatori superarono le mille yard ricevute: Roddy White (1.351 yard) e Julio Jones (1.198 yard), mentre il tight end futuro Hall of Famer Tony Gonzalez, guidò la squadra con 93 ricezioni. Nei playoff, Atlanta batté sul filo di lana i Seattle Seahawks 30-28 nel divisional round, dopo avere sprecato un vantaggio di 27-7 nel terzo quarto. I Seahawks si portarono in vantaggi per 28-27 a 31 secondi dal termine, ma Ryan portò i Falcons a percorrere velocemente il campo, dando la possibilità al kicker Matt Bryant di segnare da 49 yard il field goal della vittoria a 8 secondi dal termine. Atlanta ospitò così la finale della NFC dove ospitò i San Francisco 49ers. Proprio come la settimana precedente, i Falcons costruirono subito un consistente vantaggio (17-0) che non riuscirono a conservare. Questa volta, persero 28-24. Le 396 yard passate da Ryan in quella gara furono un nuovo record di franchigia in una gara di playoff.

### 2013
La stagione 2013 iniziò con una sconfitta contro i Saints. La prima vittoria giunse la settimana successiva contro Saint Louis . Seguirono altre due sconfitte contro Dolphins e Patriots e i Falcons si trovarono con un record inferiore al 50% di vittorie per la prima volta dal 2007. La settimana successiva la squadra precipitò a un record di 1-4 con la sconfitta coi Jets nel Monday Night. In quella gara, la stagione dei Falcons subì un durissimo colpo quando un infortunio al piede costrinse Julio Jones a perdere tutto il resto della stagione.
La striscia negativa di tre gare dei Falcons si concluse nella settimana 7 contro i Buccaneers, in cui Ryan terminò con un passer rating di 148,3, il migliore della carriera.
Nella settimana 12 contro i Saints, la gara si mantenne in bilico fino ai minuti finali ma alla fine furono gli avversari a prevalere, infliggendo a Ryan e ai Falcons la quinta sconfitta consecutiva e la certezza della prima stagione con un record perdente dal 2008. La striscia negativa si interruppe la domenica successiva battendo ai supplementari i Bills. Nella settimana 15 contro un'altra squadra in difficoltà come i Redskins, i Falcons vinsero la quarta gara e ultima gara stagionale. In una stagione in cui Atlanta era vista come una probabile candidata per la vittoria del Super Bowl, questa terminò con un record di 4-12, condizionata, oltre che dall'infortunio di Jones, dai continui problemi fisici di Roddy White e da acquisti estivi come quello di Steven Jackson che non resero secondo le attese.

### 2014
Nel Draft 2014, i Falcons scelsero come sesto assoluto l'offensive tackle Jake Matthews. Nella prima partita la squadra batté a sorpresa i Saints ai tempi supplementari con Ryan che stabilì un nuovo record di franchigia con 448 yard passate. Dopo una sconfitta coi Bengals e una vittoria sui Buccaneers per 56-14, la squadra perse cinque gare consecutive, finché batté di nuovo Tampa Bay nella settimana 10. Atlanta si presentò all'alba dell'ultima partita su un record di 6-9 ma ancora con la possibilità di vincere una debolissima NFC South division. A vincere per 34-3 e qualificarsi per i playoff furono però i Panthers. Il giorno successivo, dopo sette stagioni, Mike Smith fu licenziato.

### 2015

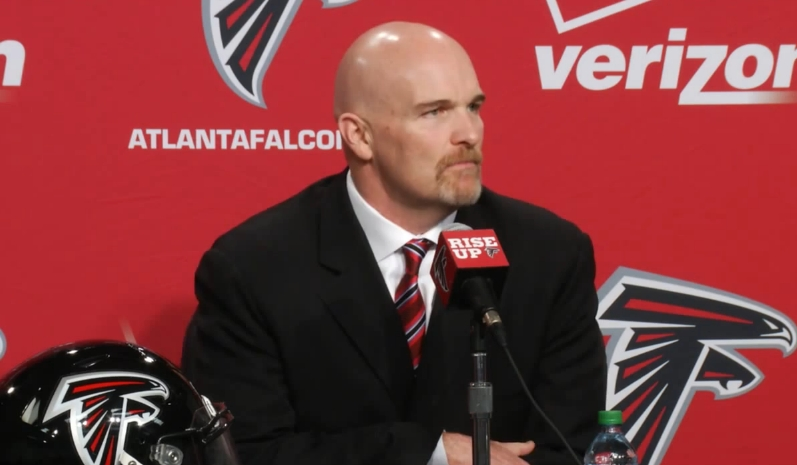
L'allenatore Dan Quinn

Il 2 febbraio 2015, Dan Quinn, reduce dai successi come coordinatore difensivo dei Seattle Seahawks, fu nominato nuovo capo-allenatore dei Falcons. La squadra partì bene vincendo tutte le prime cinque partite, prima di perdere con i rivali di New Orleans in trasferta nel Thursday Night Football. Dopo essere tornata alla vittoria contro Tennessee, seguì una striscia negativa di sei sconfitte consecutive, prima di battere i Jaguars nella settimana 15. Sette giorni dopo, i Falcons inflissero a sorpresa ai Carolina Panthers la loro unica sconfitta della stagione regolare, una squadra che due settimane prima li aveva battuti per 38-0. Quella stessa giornata però, la squadra fu eliminata matematicamente dalla corsa ai playoff per il terzo anno consecutivo a causa della vittoria dei Minnesota Vikings sui New York Giants. L'annata si chiuse con una sconfitta per 20-17 in casa contro New Orleans e un record finale di 8-8.

### 2016: sconfitta nel Super Bowl LI
Nella 25ª e ultima stagione dei Falcons al Georgia Dome, Atlanta perse nel primo turno contro i Tampa Bay Buccaneers 24–31. La squadra vinse però le successive quattro gare, inclusa una coi Panthers in cui furono stabili nuovi record di franchigia come le 503 yard passate da Matt Ryan e le 300 yard ricevute da Julio Jones. Con un netto 41–13 sui San Francisco 49ersnella 15, i Falcons salirono a un record di 9–5, assicurandosi la prima stagione con un record vincente dal 2012. Sette giorni dopo, con la vittoria sui Panthers a Carolina, centrarono il titolo della NFC South division. La stagione si regolare si chiuse con una vittoria sui Saints e un record di 11-5, il secondo migliore della NFC. Matt Ryan divenne il primo giocatore della storia dei Falcons ad essere premiato come MVP della NFL, Julio Jones si classificò al secondo posto della lega con 1.409 yard ricevute, malgrado due gare saltate per infortunio e il defensive end al secondo anno Vic Beasley guidò la NFL con 15,5 sack. I Falcons finirono col miglior attacco della lega, segnando 540 punti, il settimo massimo della storia insieme ai St. Louis Rams del 2000. La difesa invece concesse 406 punti, classificandosi solamente 27ª.
Nel divisional round dei playoff, i Falcons batterono i Seattle Seahawks, raggiungendo la finale della NFC per la prima volta dal 2012. Nell'ultima gara della storia al Georgia Dome, sconfissero i Green Bay Packers per 44-21, raggiungendo il secondo Super Bowl della storia del club, dopo la sconfitta del 1998.
Il 5 febbraio 2017 all'NRG Stadium di Houston, Atlanta affrontò i New England Patriots nel Super Bowl LI per conquistare il suo primo titolo di campione ma fu sconfitta per 34-28 ai tempi supplementari dopo essere stata in vantaggio di 25 punti a tre minuti del termine del terzo quarto Fu la più grande rimonta della storia del Super Bowl e il primo a concludersi ai supplementari.